# 요한 페리르
요한 헨리 엘리자 페리르(네덜란드어: Johan Henri Eliza Ferrier, 1910년 5월 12일~2010년 1월 4일)는 수리남의 정치인이다. 그는 파라마리보 출신으로 1955~1958년의 총리를 포함, 네덜란드령 기아나에서 여러 요직을 지냈으며, 1959년~1965년 네덜란드 교육장관을 지냈다. 식민지의 마지막 총독이었으며, 1975년 11월 수리남 초대 대통령이 되었으나 1980년 8월 데시 보우테르세가 주도한 쿠데타로 실각하였다.